# المنطقة الحرة في جبل علي
تقع المنطقة الحرة في جبل علي  بالقرب من جبل علي جنوب مدينة دبي باتجاه العاصمة الإماراتية أبوظبي. توفر المنطقة الحرة بيئة عمل تساعد على تحقيق الأرباح دون دفع ضرائب ودون الاضطرار إلى اتخاذ شريك يحمل جنسية الإمارات العربية المتحدة.
تقوم سلطة المنطقة الحرة في جبل على (بالإنجليزية: JAFZA) بإدارة المنطقة الحرة. والتي تملكها دبي العالمية. كما أنها تدير أعمال ميناء جبل علي الذي حقق المرتبة التاسعة على مستوى العالم في عدد وحجم الحاويات التي يتم تناولها في هذا الميناء. كما توفر المنطقة الحرة خدمات كثيرة أخرى كالمخازن الكبيرة ووسائل التوزيع للشركات والمؤسسات العالمية.وتأمين قطع الأراضي الجاهزة للانتقال والمستودعات والحلول اللوجستية وتأمين الوصول لأسواق تضم أكثر من 3.5 مليار مستهلك.

## دورها في المجال الصناعي والتجاري
من أهم إنجازات المنطقة الحرة في جبل علي في المجالين الصناعي والتجاري:
1-توفر المنطقة الحرة منظومة عمل متكاملة للصناعات الرئيسيةالتي تتضمن :
- السيارات وقطع الغيار
- الخدمات اللوجستية
- الأغذية والزراعة
- البتروكيماويات
- الرعاية الصحية والدوائية
- تجارة التجزئة
- التجارة الإلكترونية

2-تشكل المنطقة الحرة مركزاًلأكثر من 10,000 شركة، منها 100 شركة مُدرجة على قائمة فورتشن 500، بقيمة تجارية بلغت 550 مليار درهم إماراتي سنويًا.

## الجوائز
في عام 2023 حصلت المنطقة الحرة لجبل علي (جافزا) على مجموعة من الجوائز خلال حفل توزيع جوائز مجلة “إف دي آي” للمناطق الحرة العالمية المرموقة التي تصدر عن صحيفة “فاينانشال تايمز”.
وأبرز الجوائز :
- “جائزة التميز في الاستدامة”على مستوى العالم
- “جائزة التميز في الحوافز غير المالية” على مستوى العالم
- لقب “بطل الصناعة على مستوى الشرق الأوسط”

## الأقتصاد
أكثر من 10500 شركة عالمية مقرها في جعفزا. يُسهم "جافزا" في حوالي 32 بالمئة من إجمالي تدفقات الاستثمارات الأجنبية المباشرة إلى البلاد. تساهم المنطقة الحرة بنسبة 21 في المائة من الناتج المحلي الإجمالي لدبي على أساس سنوي، وتدعم توظيف أكثر من 144 ألف شخص في الإمارات العربية المتحدة. في عام 2015، تولدت جعفزا تجارة بقيمة 169 مليار دولار أمريكي.

## مواقع خارجية
- الموقع الرسمي
- دليل المنطقة الحرة
- UAE Free Trade Zones